# Pennington-fogó

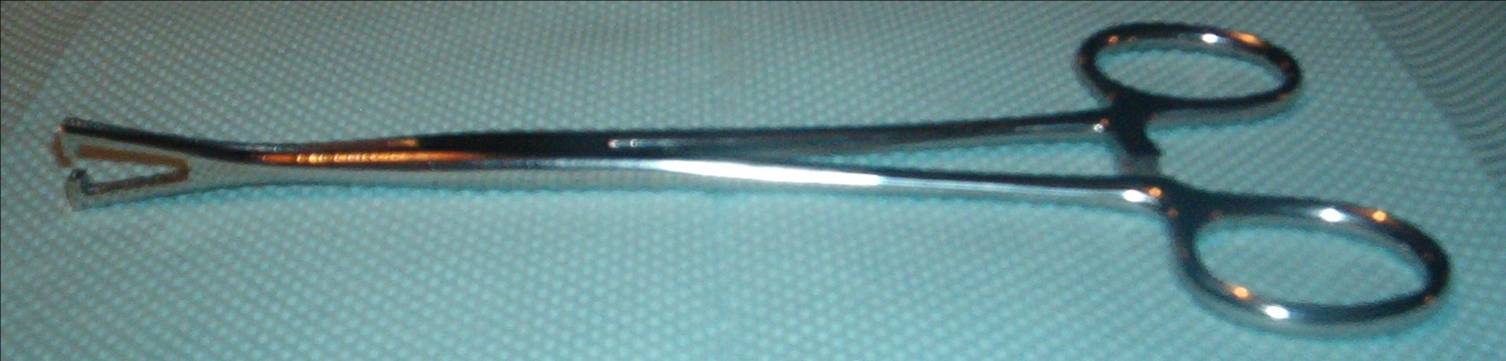
Egy Pennington-fogó

A Pennington-fogó (Duval-fogóként is ismert) a sebészetben használt érfogó háromszög alakú fogó résszel. Manapság leginkább a testékszer behelyezésénél használják hogy például a bőrt vagy a nyelvet megfogják, miközben átszúrják.